# A-Insinöörit Oy
A-Insinöörit Oy est une entreprise spécialisée dans la construction et la conception architecturale basée à Tampere en Finlande.

## Organisation
En 2022, Insinöörit comptait 1 100 employés et 16 sites et était organisé en cinq secteurs d'activité pour assurer les services suivants  :
- Ingénierie des structures
- Génie de la construction industrielle
- Ingénierie acoustique
- Prestations d'analyses techniques
- Ingénierie de la rénovation
- Ingénierie des infrastructures
- Ingénierie géotechnique
- Ingénierie souterraine
- Prestations spécialisées
- Enquêtes et inspections
- Services de conception pour l'ingénierie des roches
- Construction bas carbone et économie circulaire
- Services de calcul

## Projets de conception et de rénovation
- Parc du manoir de Lielahti
- Centre commercial Ratina
- Lempäälä-talo, Lempäälä
- Centrale de cogénération de Naantali
- Pispalan Haulitorni
- Maison Sandberg
- Château d'eau de Soppeenmäki, Ylöjärvi
- Hipposkortteli, Tampere
- Tunnel de Tampere
- Hôpital universitaire de Tampere[8]
- Tunnel de Teollisuuskatu, Keski-Pasila
- Tampereen Kansi
- Isoisänsilta